# Méndez Núñez (F-104)
La  Méndez Núñez (F-104) es una fragata de la Armada Española de la clase Álvaro de Bazán, botada en los astilleros de Izar (actualmente Navantia) en Ferrol y en activo desde 2002. Recibe su nombre en memoria de Casto Méndez Núñez, contraalmirante español del siglo XIX.

## Diseño y construcción

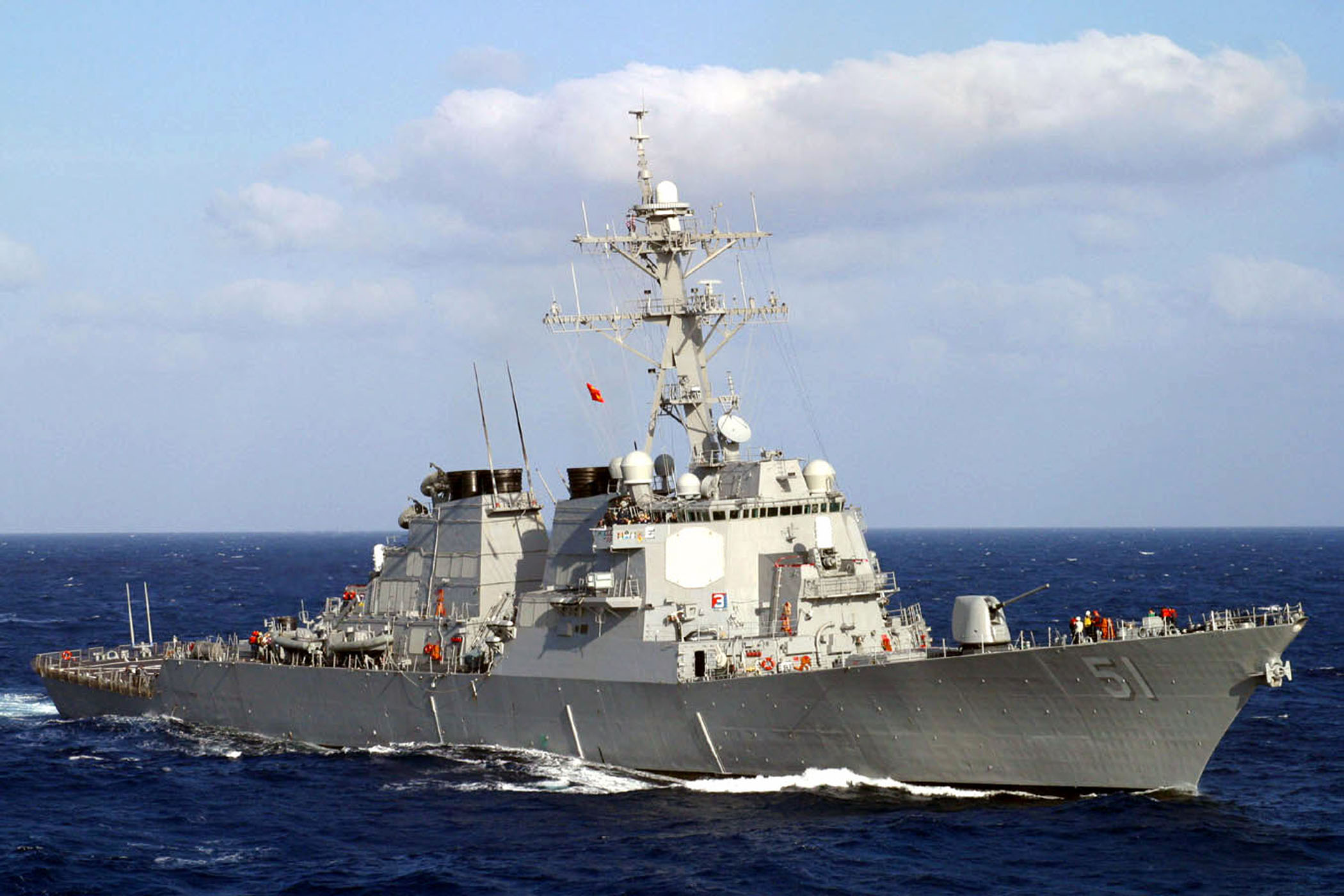
Un destructor estadounidense de la Clase Arleigh Burke, en la que están inspiradas las fragatas españolas de la clase Álvaro de Bazán. En concreto este es el USS Arleigh Burke (DDG 51), fotografiado en 2003.

Al igual que el resto de su clase, fue desarrollada en los astilleros Izar (Ferrol), aunque el buque fue finalizado con la empresa ya convertida en Navantia, con un coste de 600 millones €.
Las Méndez Núñez, al igual que las demás fragatas F-100 clase Álvaro de Bazán, son los primeros buques de guerra europeos que cuentan con el sistema de combate Aegis, de origen estadounidense, y un radar capaz de detectar aeronaves en un radio de 500 km, aunque el margen de detección se reducirá según el tamaño del objetivo y su altura. Tiene capacidad para detectar y seguir hasta 90 blancos móviles y dirigir los proyectiles antiaéreos y de superficie.
Son los primeros buques españoles con casco de protección balística de acero de alta resistencia. Completa su protección con motores montados sobre piezas elásticas, que no transmiten ruido al casco, por lo que son más difícilmente detectables por submarinos. Durante la fase de desarrollo, se puso especial énfasis en el diseño de las formas del buque con el objetivo de minimizar su "eco" de radar. Las F-100 están equipadas también con sistemas de contramedidas y guerra electrónica Indra Aldebarán, de diseño y fabricación española, y un sistema acústico antitorpedos AN/SLQ-25A Nixie. 
Dispone de dos lanzadores cuádruples de misiles antibuque AGM-84 Harpoon; dos lanzadores dobles de torpedos Mk-46; un cañón tipo Mk-45 de cinco pulgadas con capacidad de disparo de 20 proyectiles por minuto y 23 km de alcance; y un lanzador vertical Mk-41 con 48 celdas; cuatro lanzachaff que emiten señuelos para confundir a los misiles enemigos, y un helicóptero SH-60B Seahawk, preparado para la lucha antisubmarina y antisuperficie.
Las capacidades de la fragata se verían colmadas con la instalación de un sónar remolcado ATAS y la integración de los cohetes guiados ASROC en los VLS Mk41 para completar sus capacidades ASW. Para este fin, la fragata posee la correspondiente reserva de peso y espacio y se espera a disponer de fondos para su instalación.

## Historial
La fragata fue puesta en grada el mismo día que se botó la Blas de Lezo, realizándose su botadura el 12 de noviembre de 2004. Tras finalizar su construcción a flote y realizar sus Pruebas de mar, fue entregada a la Armada en presencia del ministro de Defensa José Bono el 21 de marzo de 2006.

### 2007

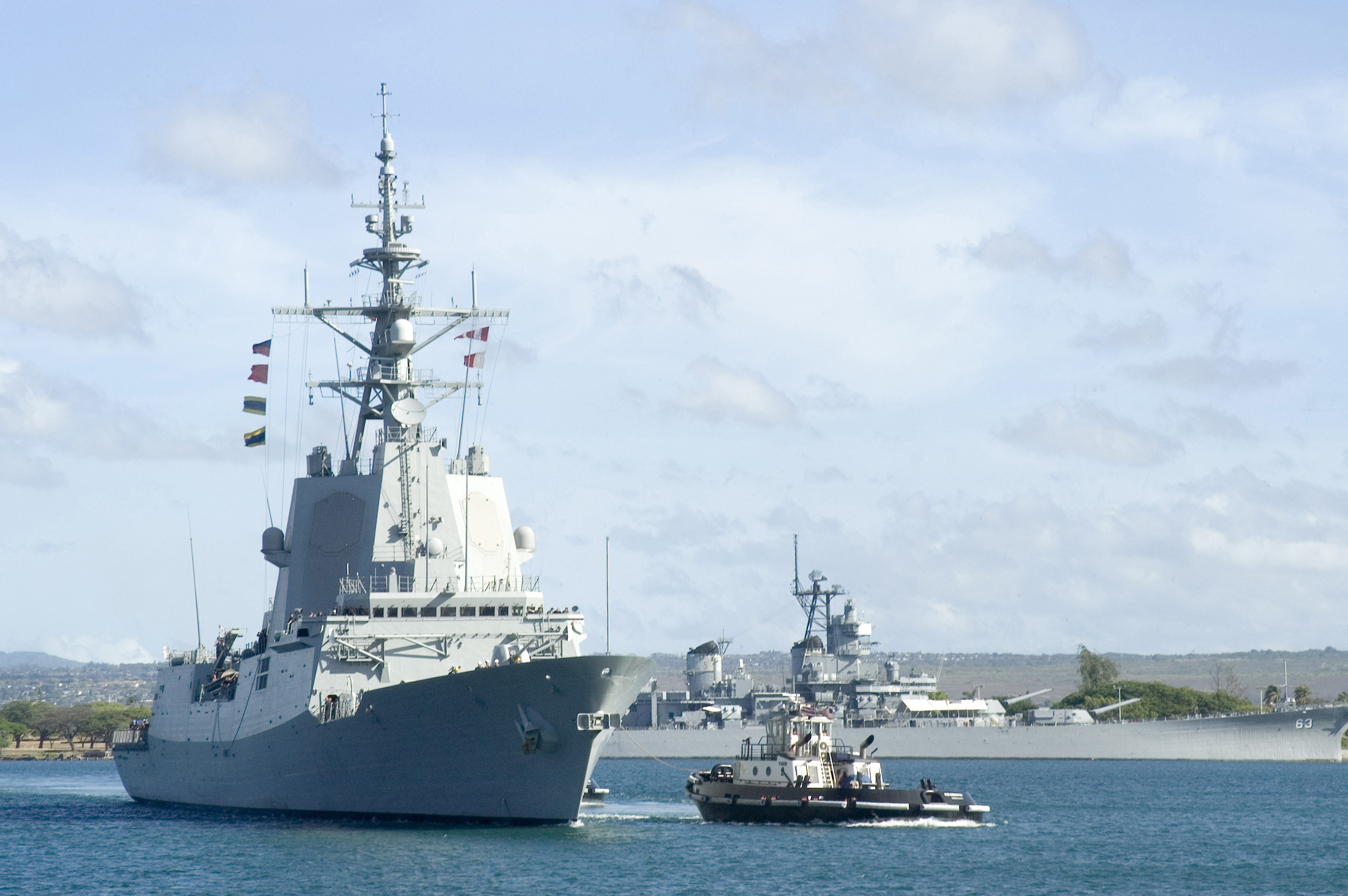
En Pearl Harbor en 2007, al fondo el buque museo estadounidense '.

El 22 de junio de 2007, en aguas de Hawái, en el transcurso del ejercicio FTM-12, se convirtió en el primer buque de la Armada en detectar y seguir un misil balístico.

### 2008
El 21 de abril de 2008, mientras formaba parte del grupo de combate del portaaviones Illustrious de la Armada Británica en el Mar Rojo, se le ordenó trasladarse a las costas de Somalia en apoyo del buque atunero Playa de Bakio, secuestrado por piratas somalíes. Tras ser liberado el atunero, intentaron secuestrarlo de nuevo, pero el helicóptero y las zodiacs de la fragata maniobraron para impedirlo.

### 2009

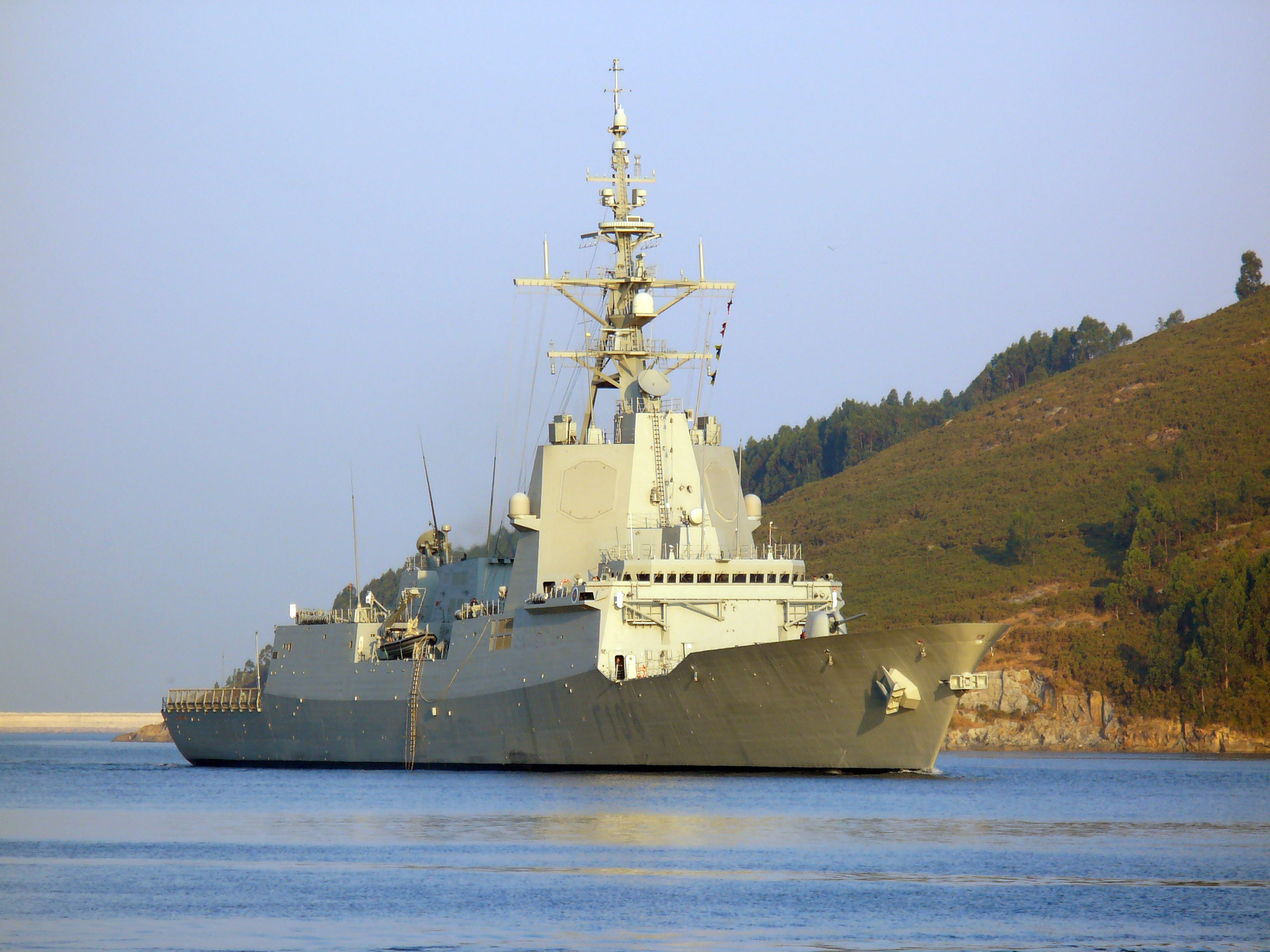
En la boca de la ría de Ferrol.

En marzo de 2009 participó en las maniobras de la OTAN Loyal Mariner, en aguas del sur de Cerdeña, junto a otras unidades españolas.
Junto a las fragatas Álvaro de Bazán, de su misma clase y Navarra de clase Santa María, con sus respectivas unidades aéreas embarcadas, realizaron el 11 de septiembre, varios ejercicios en los que participarán los alumnos de la Escuela Naval en la ría de Pontevedra.
A finales de octubre de 2009, tras concluir su participación en la operación Active Endeavour de la OTAN en el Mediterráneo oriental, relevó a la fragata Canarias en la operación Atalanta de la Unión Europea de lucha contra la piratería en aguas de Somalia, para permitirle a esta última realizar sus labores de mantenimiento, repostaje de víveres y combustible
Durante la liberación del Alakrana, los helicópteros de las fragatas Canarias Y Méndez Núñez, intentaron sin éxito la captura de los últimos piratas que abandonaron el buque, llegando incluso a disparar contra ellos, así mismo, y al igual que ocurrió con el Playa de Bakio, hubo que evitar que fuera recapturado por piratas de otro clan.
Tras la liberación, el Alakrana, se dirigió a las Islas Seychelles escoltado por las dos fragatas. La Méndez Núñez, retornó posteriormente a su base de Ferrol, donde arribó el 6 de diciembre de 2009

### 2010
Junto al Patiño, participó entre el  21 y el 30 de junio de 2010, en aguas de Portugal en los ejercicios Swordfish 2010, junto a unidades de Portugal, Italia y Francia.
El 18 de julio de 2010, le fue entregada su bandera de combate por la Infanta Elena en el Puerto de Vigo y posteriormente, participó ese mismo día y el posterior en la exposición Un entorno marítimo seguro para el siglo XXI celebrada en vigo junto a los buques Galicia, Juan Sebastián Elcano y Chilreu

### 2011
El día 19 de marzo de 2011 se anunció por el Gobierno de España que participaría en las fuerzas que envió al conflicto de Libia, encuadradas en la coalición para imponer la resolución 1973 del Consejo de Seguridad de la ONU. Retornó a su base el 29 de junio de 2011 tras 101 días en los que realizó 22 registros a buques de distintos tipos.
El 29 de marzo de 2012, el Consejo de Europa aprobó por amplia mayoría un informe en el que se responsabilizaba, entre otros, a la fragata española de faltar a sus obligaciones de búsqueda y rescate cuando un grupo de 72 refugiados se encontraba en una embarcación neumática a la deriva, sin agua ni comida, a 11 millas de distancia de la fragata. Según el informe, la fragata no respondió a las llamadas de socorro que se repitieron cada varias horas durante días. Además del buque español, según el informe se encontraba en la zona el patrullero de altura italiano Comandante Borsini (P-491) a 37 millas junto con el  amplio despliegue multinacional de barcos, aeronaves y submarinos que se encontraba en la zona interviniendo en las operaciones militares.
El informe ponía de relieve además que por las características y capacidades de la fragata, se encontraba en una disposición especialmente ventajosa para socorrer a los 72 náufragos, dada su capacidad de radar, la disposición de un helicóptero embarcado y el hecho de que navegando a toda máquina hubiera tardado unos 20 minutos en llegar a la embarcación de las víctimas. 
De los 50 hombres, 20 mujeres y dos niños, en total 72 personas, 62 murieron, tras 15 días de navegar a la deriva por las concurridas e intensamente vigiladas aguas del mediterráneo.
El gobierno español, negó tener conocimiento de la existencia de los náufragos, fuentes del ministerio de defensa declararon que si se hubiese solicitado su ayuda, la fragata habría intervenido. De igual modo se indicó que no se tuvo conocimiento, y que no se les informó ni desde el centro de coordinación de rescate marítimo de Roma ni desde el mando de la OTAN en Nápoles, que nunca estuvieron a [solo] 11 millas, que el helicóptero de la fragata no estaba en vuelo, y que en esos días, 26 y 27 de marzo de 2011, la fragata tomó parte en otras dos operaciones de rescate de dos embarcaciones similares; del mismo modo, se cuestionó la exactitud de la ubicación del bote de inmigrantes. La investigación interna del ministerio de defensa, desveló que la alerta a la fragata, se produjo demasiado tarde, 18 horas después de que el centro de coordinación de rescate marítimo de Roma fuera avisado. Del mismo modo, en el mismo informe, se revelaba que la distancia de 11 millas, hace referencia al área de patrulla, por lo que la distancia entre ambas embarcaciones, era de entre 11 y 40 millas, y que al tratarse de una pequeña embarcación de goma, no  era detectable por su radar. Una vez recibida la petición, se envió el 28 de abril su helicóptero  Seahawk SH-60 a la zona, sin que pudiera encontrar nada.
Por su parte, el portavoz de la OTAN Oana Lungescu declaró que a pesar de haber pedido información sobre cualquier avistamiento a todos los buques aliados, no existe ningún registro de que ningún avión o buque de la alianza viera o contactara con esta embarcación.

### 2012

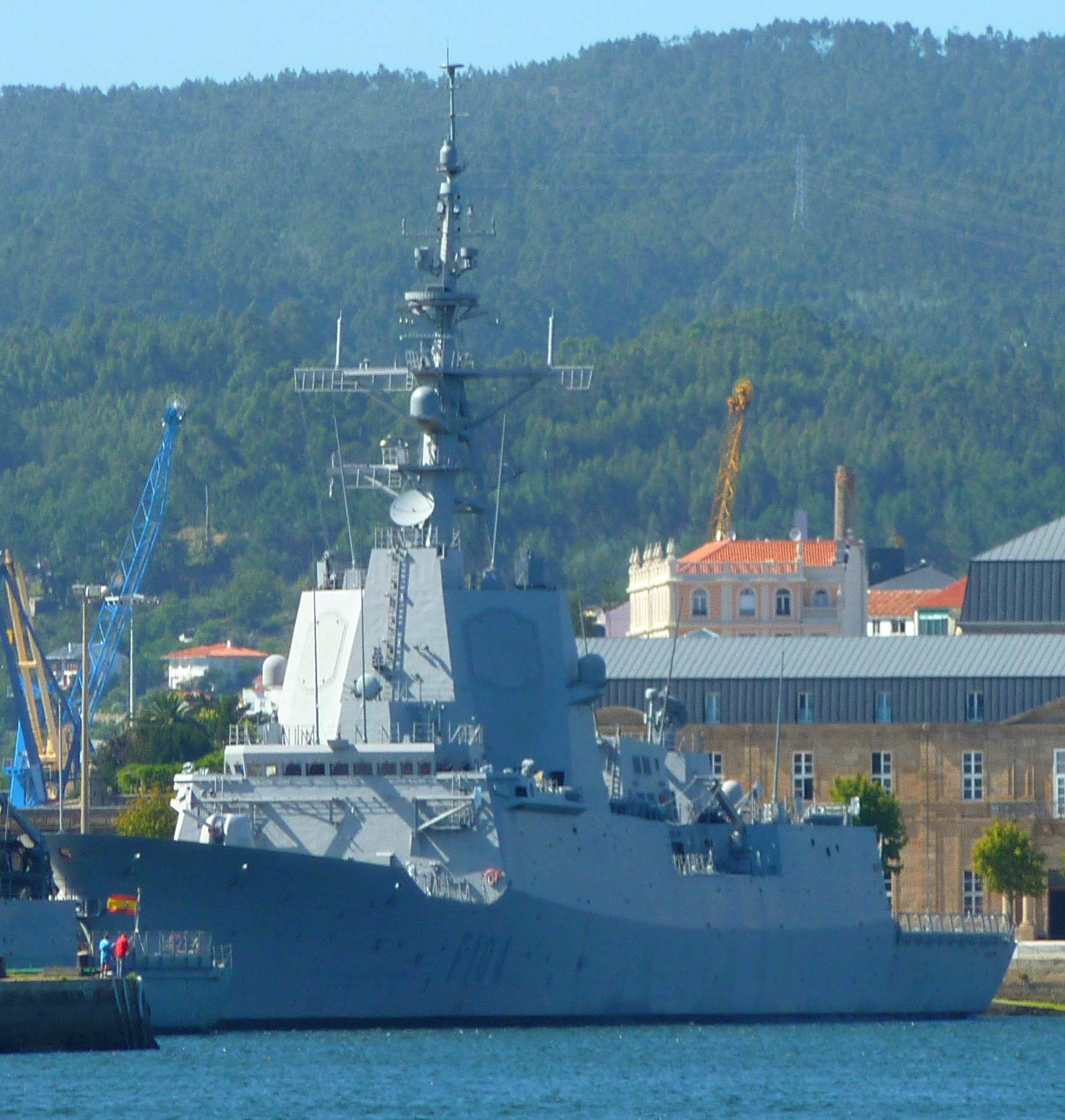
En la Base Naval de Ferrol.

Entre el 20 y el 22 de febrero de 2012, participó en el ejercicio nacional de defensa aérea Sirio-12, que tuvo lugar  al sur de las Baleares y en el mar de Alborán.
Entre el 2 y el 5 de julio de 2012, participó junto a las fragatas Álvaro de Bazán y Almirante Juan de Borbón, el buque de aprovisionamiento logístico Cantabria, el submarino Galerna y aeronaves AV-8B de la 9.ª escuadrilla de aeronaves de la Armada en el ejercicio MAR-22 en la costa atlántica de Galicia.
El 23 de noviembre de 2012, zarpó con rumbo a aguas de Somalia, donde el 6 de diciembre, relevó al Castilla en la operación Atalanta de lucha contra la piratería en la que participa como buque al mando. El 19 de diciembre, junto a otro buque de la coalición y tras haber finalizado su segunda misión de escolta de un buque del programa mundial de alimentos, impidió el secuestro del buque norcoreano Dae San

### 2013
El 23 de enero, recibió aprovisionamiento y petróleo en alta mar por parte del Cantabria, que se encontraba en tránsito hacia Australia, durante su despliegue de nueve meses junto a la Armada australiana. El 19 de febrero de 2013, participó junto a la fragata holandesa HNLMS De Ruyter (F804) en la detención de 9 piratas.
El 9 de marzo, prestó asistencia al petrolero Royal Grace, que fue liberado tras llevar secuestrado desde el 11 de mayo de 2012. Tras recibir asistencia de la Méndez Núñez, continuó su travesía escoltado por el Rayo, con destino al puerto de Salalah en Omán. El 11 de marzo dio escolta al superpetrolero con bandera de Liberia Smyrni hasta aguas seguras. El Smyrni fue secuestrado el 11 de mayo de 2012 frente a las costas de Omán y fue liberado tras las negociaciones de un equipo de seguridad privado.
Tras ser relevada el 5 de abril por la Numancia, se dirigió al puerto de Jeddah, en Arabia Saudí a donde arribó el 8 de abril, para apoyar la opción de Navantia en la venta de seis fragatas a la Marina Saudí. El día 11 inició su viaje de retorno a España. En el transcurso de su viaje de retorno, repostó en el espigón de la OTAN en la bahía de Augusta, Italia entre el 18 y el 19 de abril. Partió con destino a Ferrol vía estrecho de Mesina a donde arribó el 25 de abril de 2013.

### 2014
El 11 de julio de 2014 se aprovechó el regresó a su base en Ferrol de la Cristóbal Colón procedente de la operación Atalanta y que los otros cuatro buques de la clase se encontraban en su base en Ferrol, para que por primera vez, las cinco fragatas de su clase realizaran ejercicios de adiestramiento conjunto como parte de la 31.ª Escuadrilla de Escoltas de la que forman parte.
En septiembre de 2014, junto con la Álvaro de Bazán participó en los ejercicios del Ejército del Aire DACEX-14 (Defensa Aérea de Canarias). A mediados de octubre participó en aguas de Cartagena en el ejercicio de la OTAN Noble Mariner-14 junto a otros 24 buques de superficie, 6 submarinos de 16 países.

### 2015

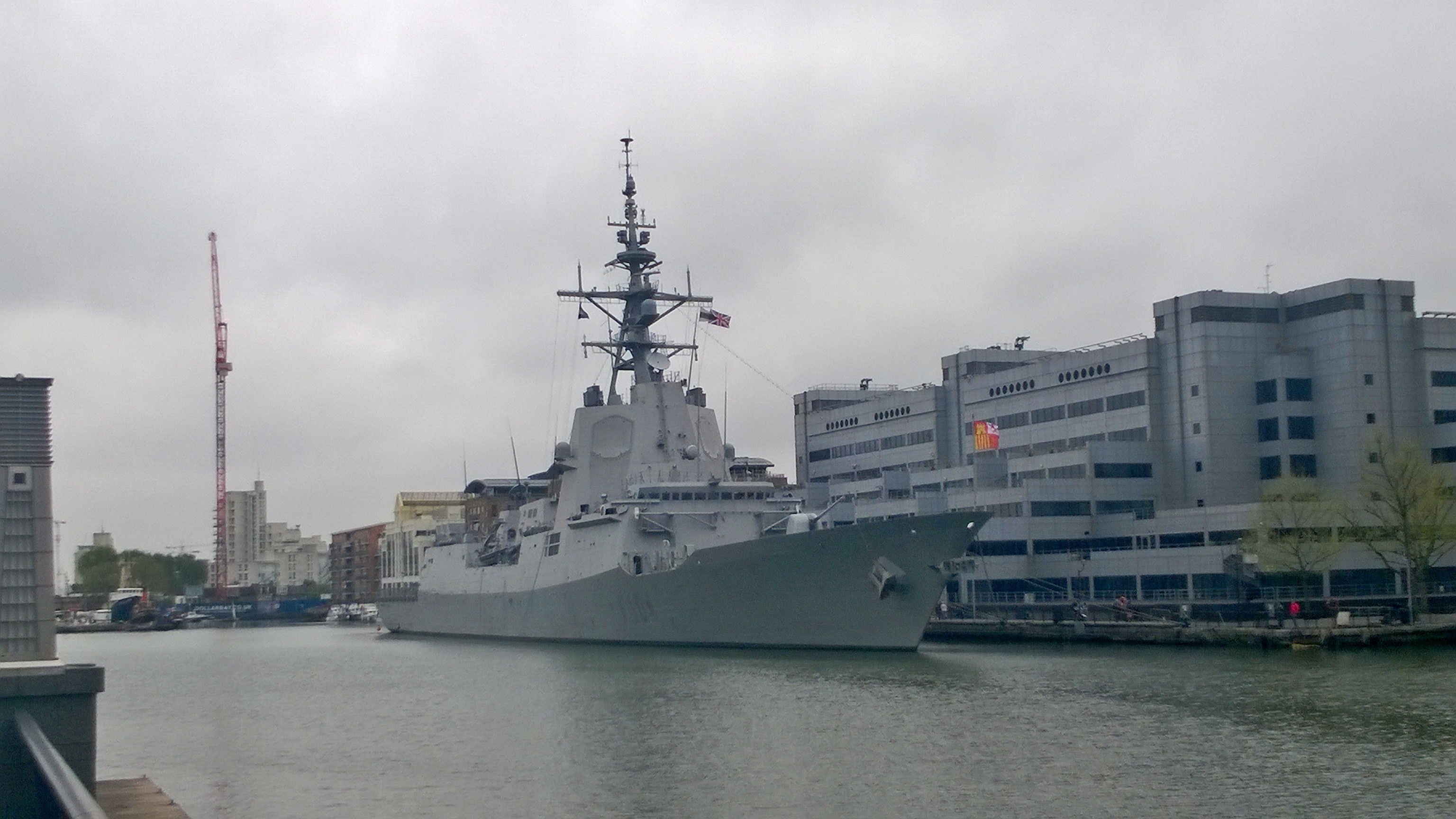
La Méndez Núñez en Londres en 2015

El 6 de abril de 2015 zarpó desde su base en Ferrol para participar en aguas escocesas en los ejercicios de la OTAN Joint Warrior tras los cuales realizó escala en el puerto de Londres antes de regresar a su base.

### 2016
A principios de junio se incorporó como buque de mando a la agrupación permanente de la OTAN SNMG-1 relevando a la Álvaro de Bazán. En el transcurso de este despliegue, participó en los ejercicios Northern Coasts 16  en aguas del Báltico, en los que participaron 38 buques de ocho países. Arribó a su base en Ferrol tras dicha participación en la OTAN SNMG-1 al frente de la que fue relevado por la Álvaro de Bazán el 30 de septiembre de 2016.

### 2017

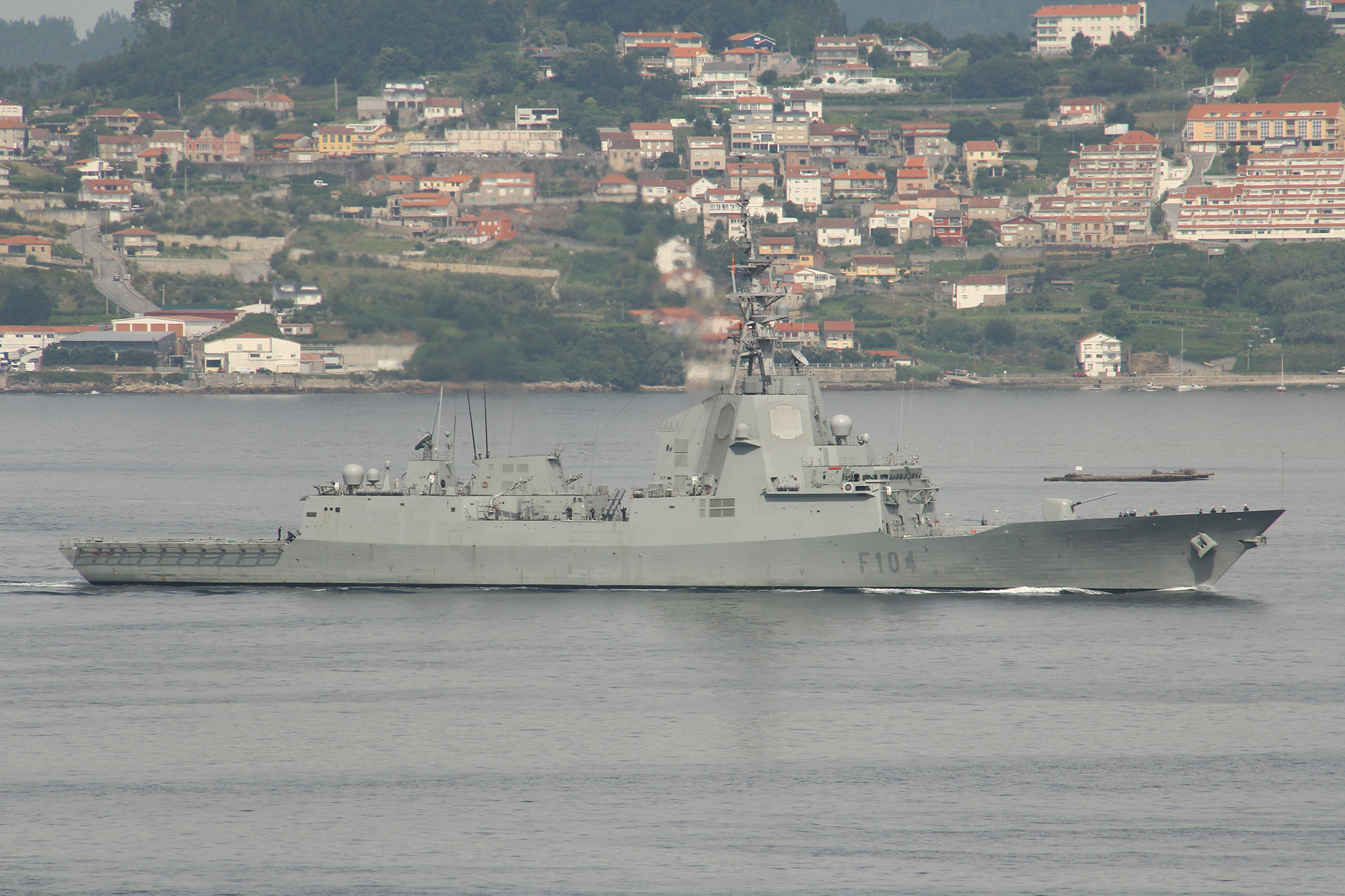
Navegando en 2017.

En febrero de 2017 se integró durante dos meses en agua del Mediterráneo como buque de mando de la segunda agrupación permanente de la OTAN, misión en la que reemplazó a la Almirante Juan de Borbón.
En junio de 2017, mientras participaba en el ejercicio Flotex17 en aguas del estrecho de gibraltar, detectó una patera con 21 inmigrantes a bordo, que fueron transferidos posteriormente a la Salvamar Gadir.

### 2018
En septiembre de 2018, realizó ejercicios con el USS Carney, uno de los cuatro buques del escudo antimisiles destacado por Estados Unidos en Rota como parte del escudo antimisiles

### 2019

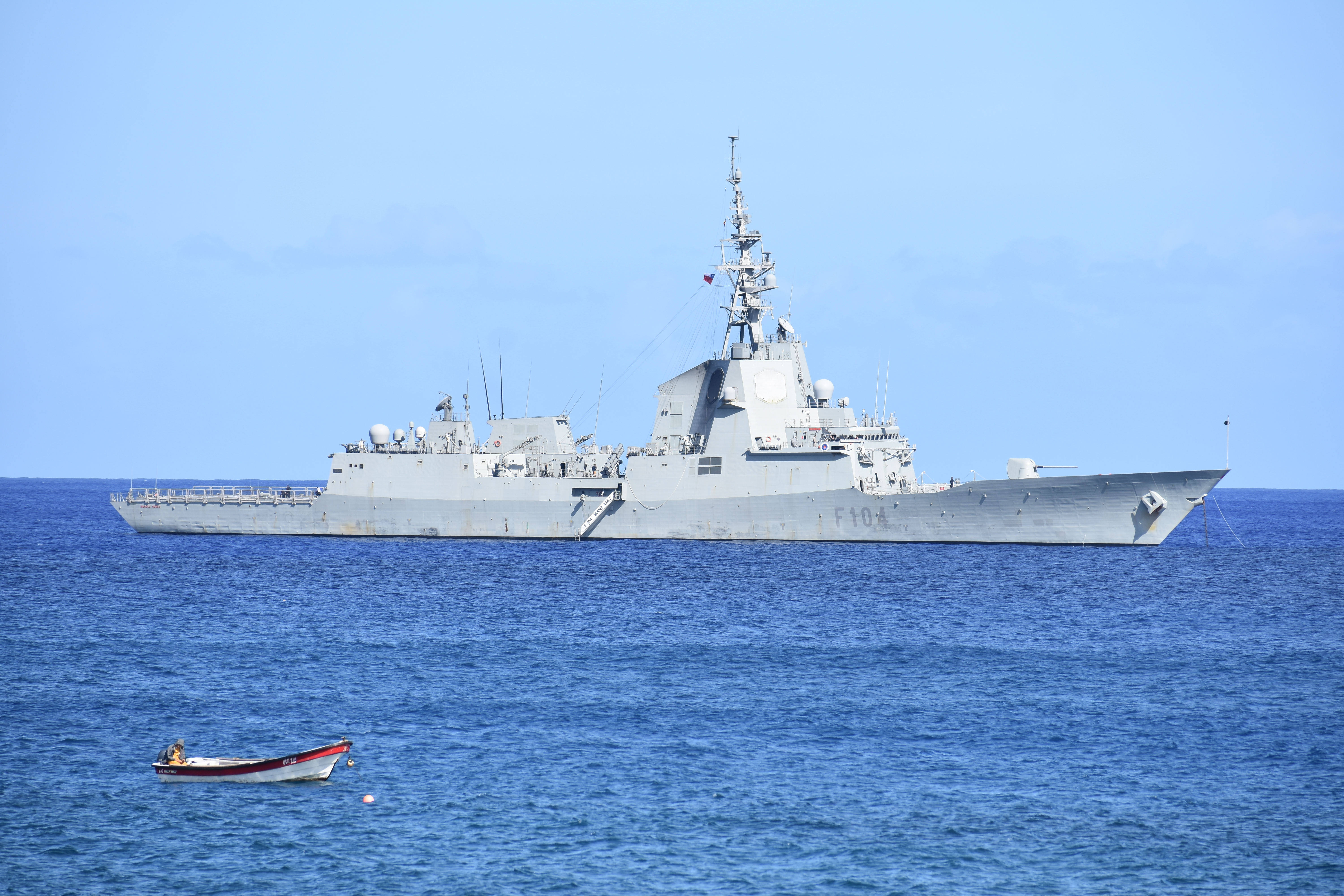
En la Isla de Pascua (Chile) en 2019.

El 3 de enero, zarpó desde Ferrol con destino a Norfolk, Virginia, a donde arribó el 14 de enero para participar en ejercicios de integración en unidades de grupo de combate en la costa este de los Estados Unidos. Regresó a su base en Ferrol el 13 de marzo de 2019.
El 11 de abril de 2019 zarpó desde su base en Ferrol para incorporarse al grupo de combate número 12 de los Estados Unidos, liderado por el USS Abraham Lincoln (CVN-72), con la intención de circunnavegar el globo, coincidiendo con el quinto centenario de la primera circunnavegación.
Ante la decisión del gobierno estadounidense de enviar el grupo de combate del Abraham Lincoln ante el incremento de la tensión con Irán, se ordenó a la fragata que abandonara dicho grupo de combate y pusiera rumbo a Bombay. Posteriormente puso rumbo al este, visitando entre otros puertos Baler, Isla de Pascua y Valparaíso, para posteriormente atravesar el canal de Panamá y tras realizar una escala logística en Norfolk, regresó a Ferrol el 28 de noviembre de 2019 completando de este modo la vuelta al mundo con la que se conmemoraba el quinto centenario de la primera circunnavegación.

### 2020
El 3 de noviembre de 2020, zarpó de su base en Ferrol con destino a Brest, para participar en unos ejercicios conjuntos con la marina francesa.

### 2021
El 5 de marzo de 2021 zarpó de su base en Ferrol con destino al Mediterráneo para relevar a la Cristóbal Colón al frente de la agrupación naval permanente número 2 de la OTAN. En el transcurso de dicho despliegue, participó en el ejercicio multinacional Phibex entre el 12 y el 23 de abril frente a las costas de Cerdeña.

### 2023
El 29 de junio de 2023 participó en los ejercicios Sinkex-23, en el que hundió el antiguo Martín Posadillo como blanco naval junto al Canarias y aviones de la 10.ª escuadrilla. En julio se difundieron imágenes de su hundimiento.

### Buques de la clase
- Álvaro de Bazán
- Almirante Juan de Borbón
- Blas de Lezo
- Cristóbal Colón

### Buques similares
- Clase Fridtjof Nansen
- Clase Hobart

### Secuencias de designación
Clase Júpiter→Clase Pizarro→Clase Baleares→Clase Santa María→Clase Álvaro de Bazán→Clase F-110 (prevista)

### Listas relacionadas
Fragatas con motor de la Armada Española